# Дивчибарска улица
| Дивчибарска улица | Дивчибарска улица        |
| ----------------- | ------------------------ |
|                   |                          |
| Општина           | Звездара                 |
| Почетак           | Булевар краља Александра |
| Крај              | Хекторовићева            |
| Дужина            | 45 m                     |
| Ширина            | 6 m                      |
| Створена          | 1935                     |
| Названа           | 1935                     |
|                   |                          |
|                   |                          |
| Дивчибарска улица |                          |

Дивчибарска улица налази се у Општини Звездара, у близини Цветкове пијаце. Протеже се правцем од Булевара краља Александра број 267 до Хекторовићеве улице у дужини од 45 m. Паралелна је са Гершићевом улицом и Улицом цара Јована Црног.

## Име улице
Дивчибарска улица је настала 1935. године и није мењала назив током година. Названа је по ваздушној бањи Дивчибаре на планини Маљен, југозападно од Ваљева. Познато је по четинарским шумама и планинским пашњацима где су изграђени спортски терени, хотели и одмаралишта.

## Суседне улице
Окружена је кратким улицама са породичним кућама. Улица је сада слепа и не може да се изађе на Булевар. Осамдесетих година двадесетог века су порушене неке куће, да би могло да се изграде зграде на Булевару краља Александра.
- Хекторовићева
- Булевар краља Александра
- Гершићева улица
- Улица цара Јована Црног

## Занимљивости
Оглас за намештене собе из 1938. године:
| „ | Отменијој дами издајем велику сунчану собу, са употребом купатила. Видети увек, улаз из Александрове, шестицом. Дивчибарска 7 | ” |

## Дивчибарском улицом
- Назив улице на табли
- Број 5
- Поглед ка Хекторовићевој
- Број 8